# Forças de Defesa Aeroespacial da Rússia

Bandeira da Força de Defesa Aeroespacial russa.

A Força de Defesa Aeroespacial, (em russo: Войска воздушно-космической обороны, ou Voyska Vozdushno-Kosmicheskoy Oborony), BBKO ou FDAE, foi o braço das Forças Armadas da Rússia responsável pela defesa aérea e de mísseis, a operação de satélites militares e do Cosmódromo de Plesetsk. Criada em 1 Dezembro de 2011, ela substituiu a Força Espacial Russa.
O primeiro comandante da Força de Defesa Aeroespacial foi o  Coronel-general Oleg Ostapenko, que foi promovido a Ministro da Defesa em Novembro de 2012. Em 24 de Dezembro de 2012 Aleksandr Golovko foi designado como o novo comandante.
Apesar de o nome ser normalmente traduzido para "aeroespacial" ela cobre ambos os ataques: aéreo e espacial, e alguns escritores russos traduzem em separado, como "aéreo e espacial".
Em 2015, foi reorganizado, agora sendo parte das Forças Aeroespaciais da Rússia e renomeado para o nome antigo de "Tropas Espaciais da Rússia".